# Kościół Mariacki we Flensburgu
Kościół Mariacki (niem. Sankt-Marien-Kirche lub Marienkirche) – luterańska świątynia parafialna znajdująca się w niemieckim mieście Flensburg.

## Historia
Parafię we Flensburgu założono prawdopodobnie w 1182 roku, wkrótce po założeniu miasta. Pierwsza wzmianka o świątyni pochodzi z listu biskupa Aarhus znanego jako Tyge (Tycho) z 2 maja 1284, z którego wynika, że rozpoczęto wówczas odbudowę kościoła zniszczonego w 1248 roku. Około 1400 roku gmach wydłużono o dwa przęsła na wschód i wzniesiono kaplice przy nawach bocznych. W latach 1730–1731 wzniesiono wieżę kościelną z barokowym hełmem, w 1780 do jednej z kaplic dobudowano dekorowaną wolutami kruchtę, a w 1788 korpus nawowy przykryto dachem mansardowym. W latach 1878–1880 wzniesiono nową, neogotycką wieżę wg projektu Johannesa Otzena, który wcześniej kierował odbudową wieży pobliskiego kościoła św. Mikołaja we Flensburgu, a w latach 1900–1901 od północy dobudowano zakrystię. W 1906 założono chór kościelny im. Johanna Sebastiana Bacha. Podczas II wojny światowej zniszczonych zostało część witraży, sześć nowych wykonała w latach 1948–1956 miejscowa malarka Käte Lassen. W 1958 od południa do wieży dobudowano kruchtę, służącą od tej pory jako główne wejście do świątyni. W latach 1960–1961 kolejne witraże wykonał Hans Gottfried von Stockhausen.

## Architektura i wyposażenie
Świątynia gotycka, trójnawowa, o układzie halowym. Korpus nawowy przykrywają sklepienia krzyżowe, w niektórych miejscach zachowały się na nich średniowieczne freski. W jednej z nisz wieży znajduje się kamienna figura Madonny z Dzieciątkiem stojącej na półksiężycu, wykonana przez Heinricha Stenhouwera und Snitkera w 1589 roku. Do korpusu nawowego dobudowane są trzy kaplice boczne, dwie od południa i jedna od północy. Na wieży kościoła zawieszone są dwa dzwony zegarowe z lat 1631 i 1682 oraz dzwon Maria z 1698 roku. Wnętrze zdobi późnorenesansowy ołtarz główny, wykonany w 1598 roku przez Heinricha Ringerinka, z dekoracją malarską Johana van Enuma.
Organy wykonano w XVIII wieku wkrótce po budowie wieży, ich projekt sporządził Lambert Daniel Kastens, a wykonał je jego uczeń, Johann Dietrich Busch. W 1831 roku przebudował je zakład Marcussen & Reuter. W 1913 na ich miejscu zainstalowano nowe, 41-głosowe organy neoromantyczne z warsztatu Walcker, które zainstalowano w zachowanym, barokowym prospekcie.

## Galeria

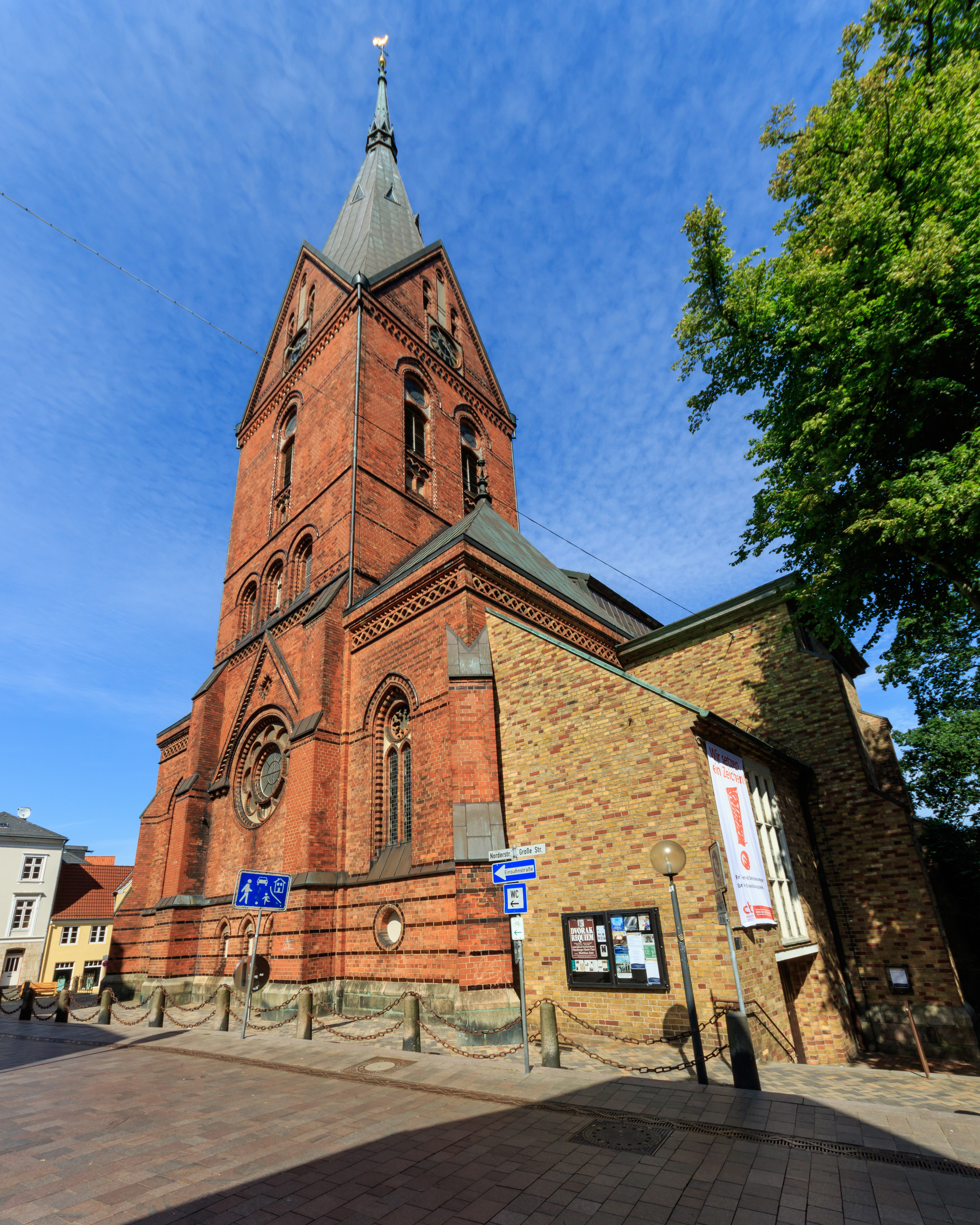
Widok z południowego zachodu, widoczna XX-wieczna kruchta
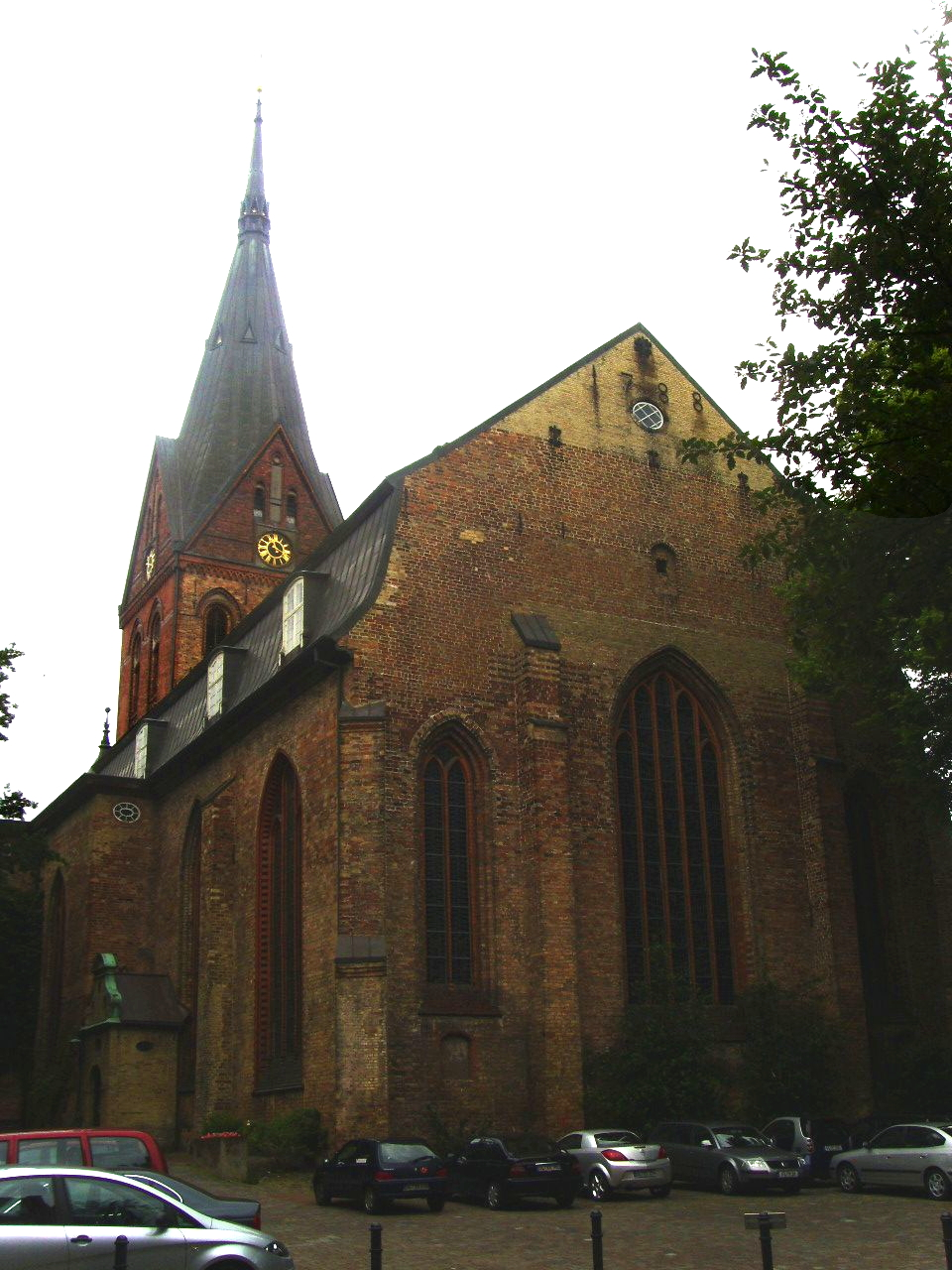
Widok ze wschodu
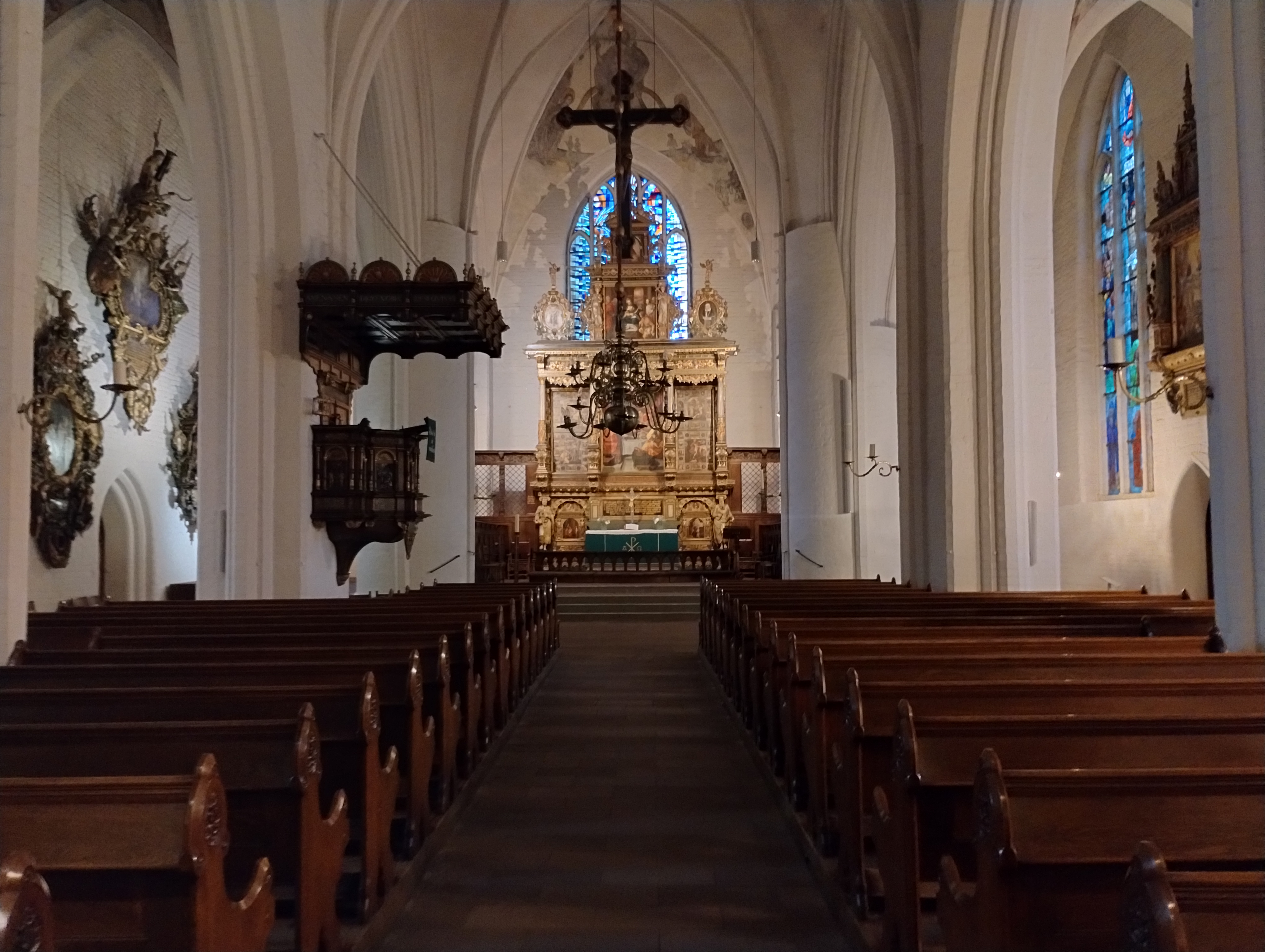
Wnętrze
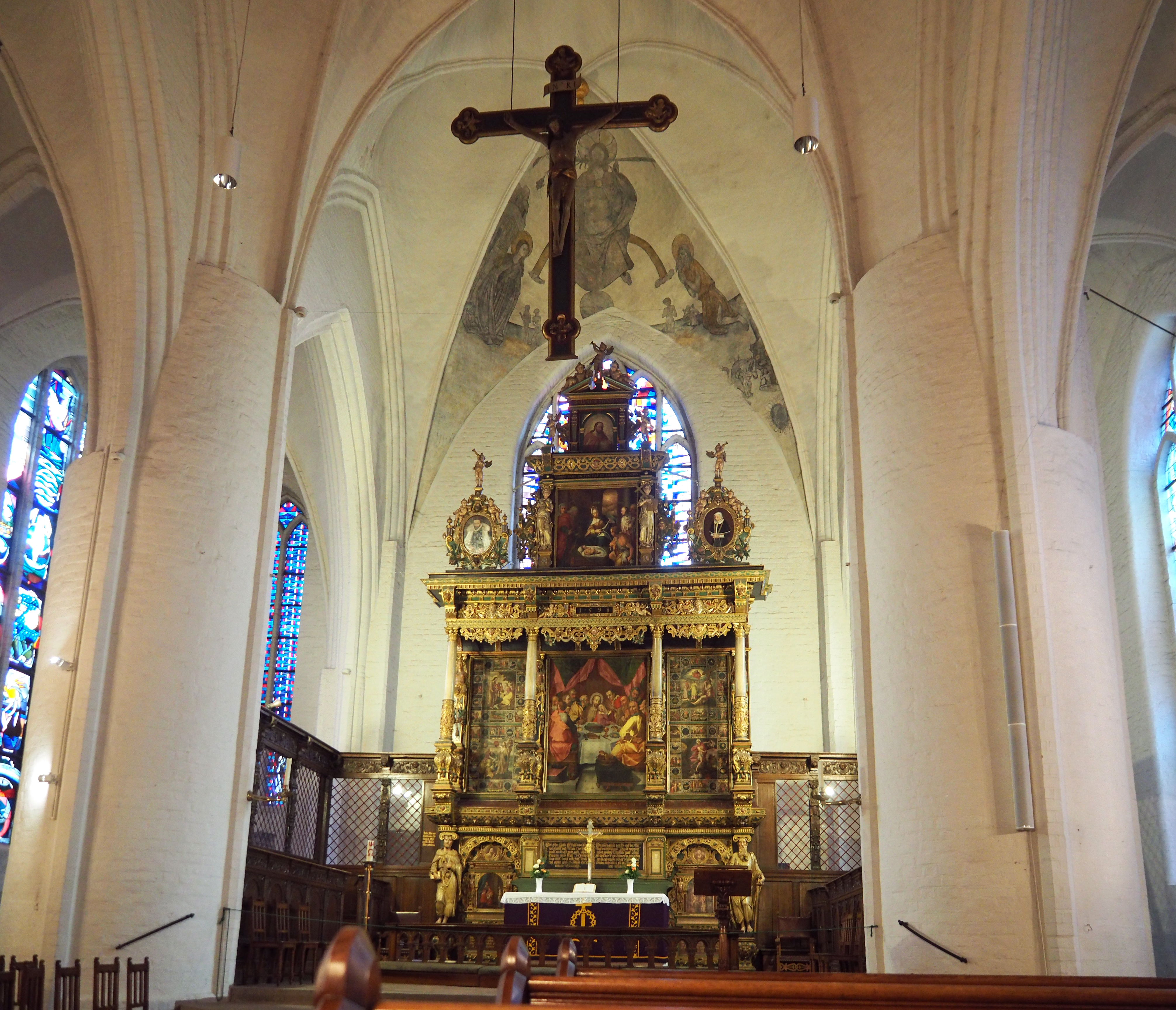
Prezbiterium i ołtarz główny
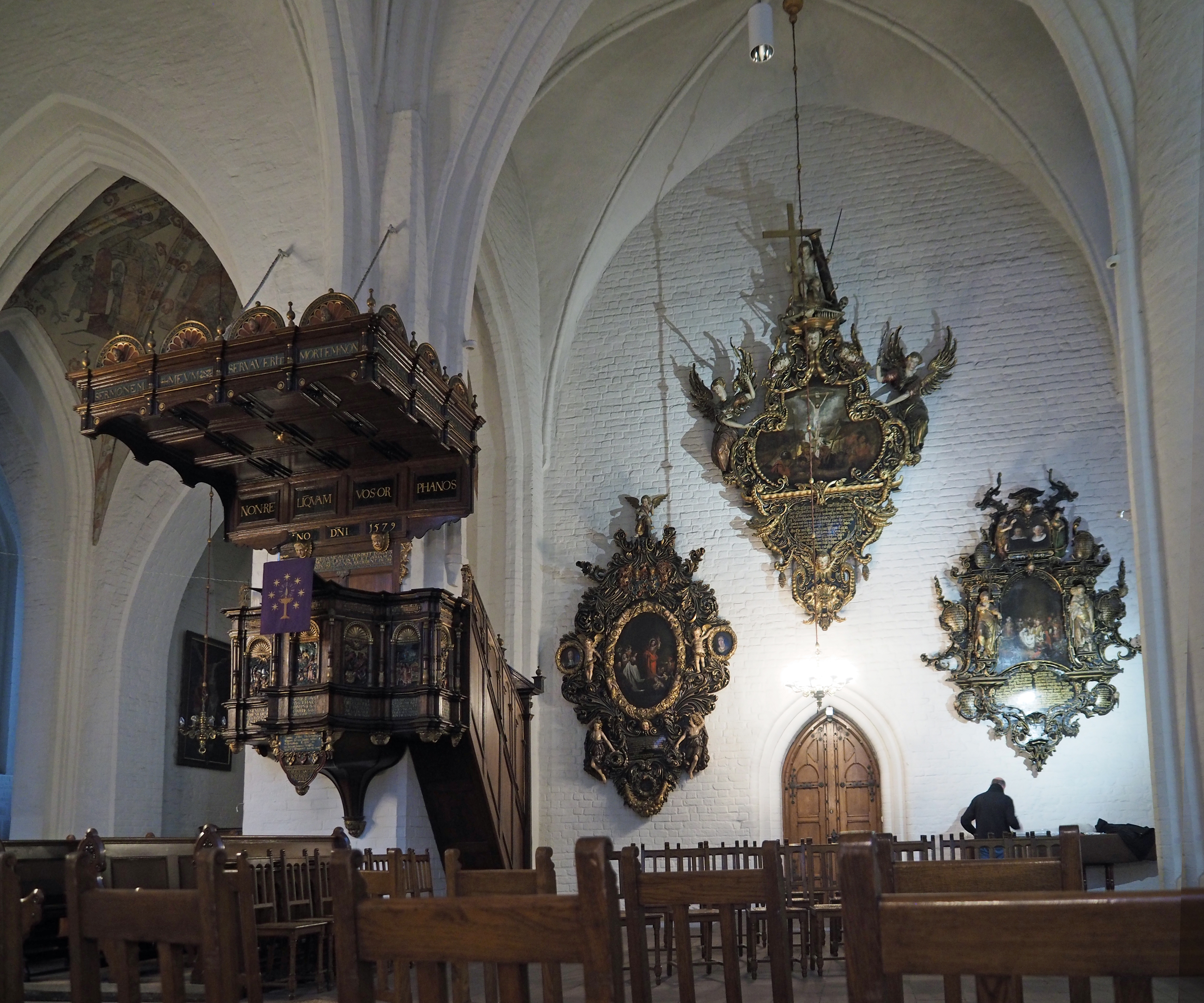
Epitafia i ambona
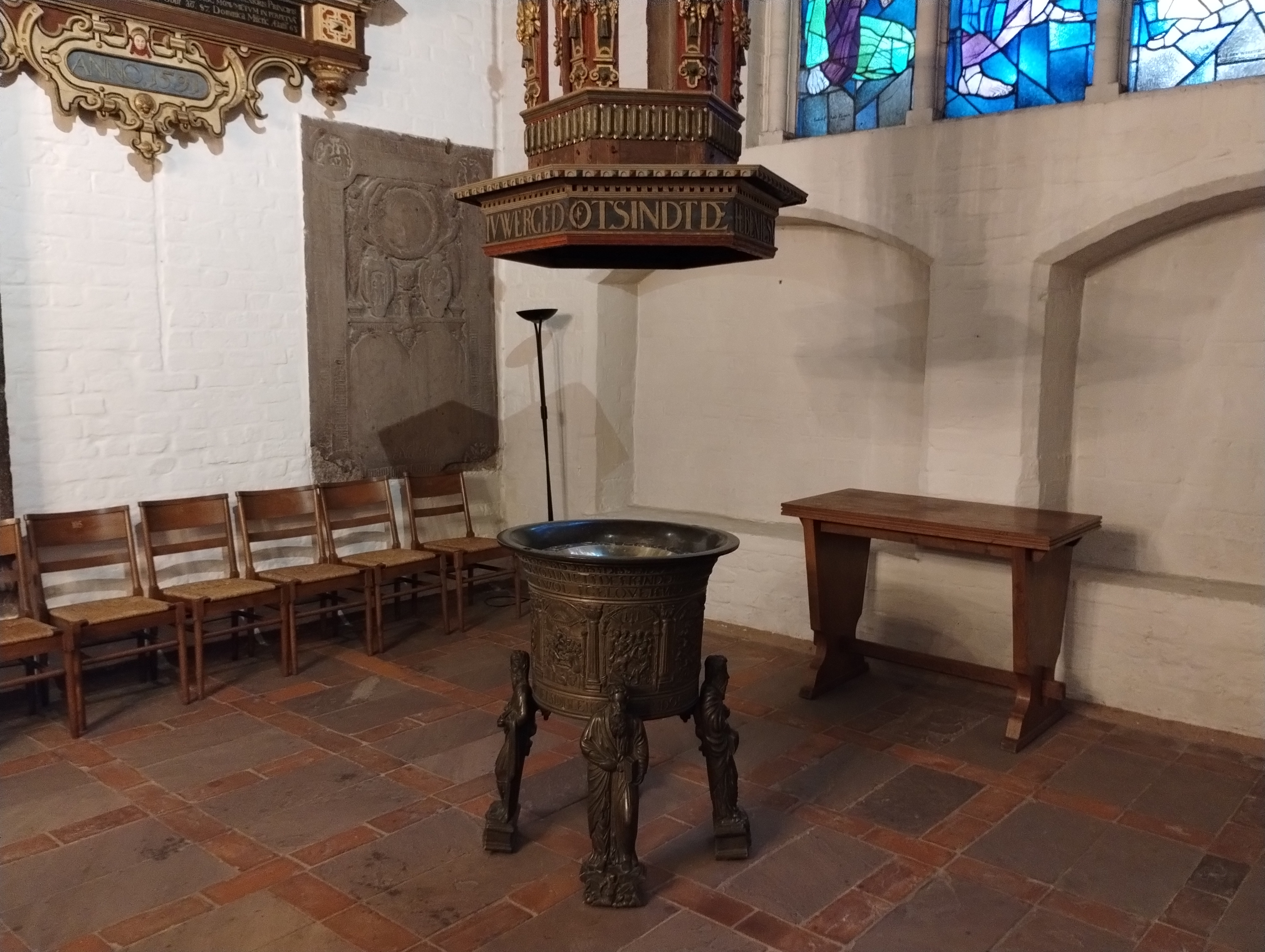
Chrzcielnica
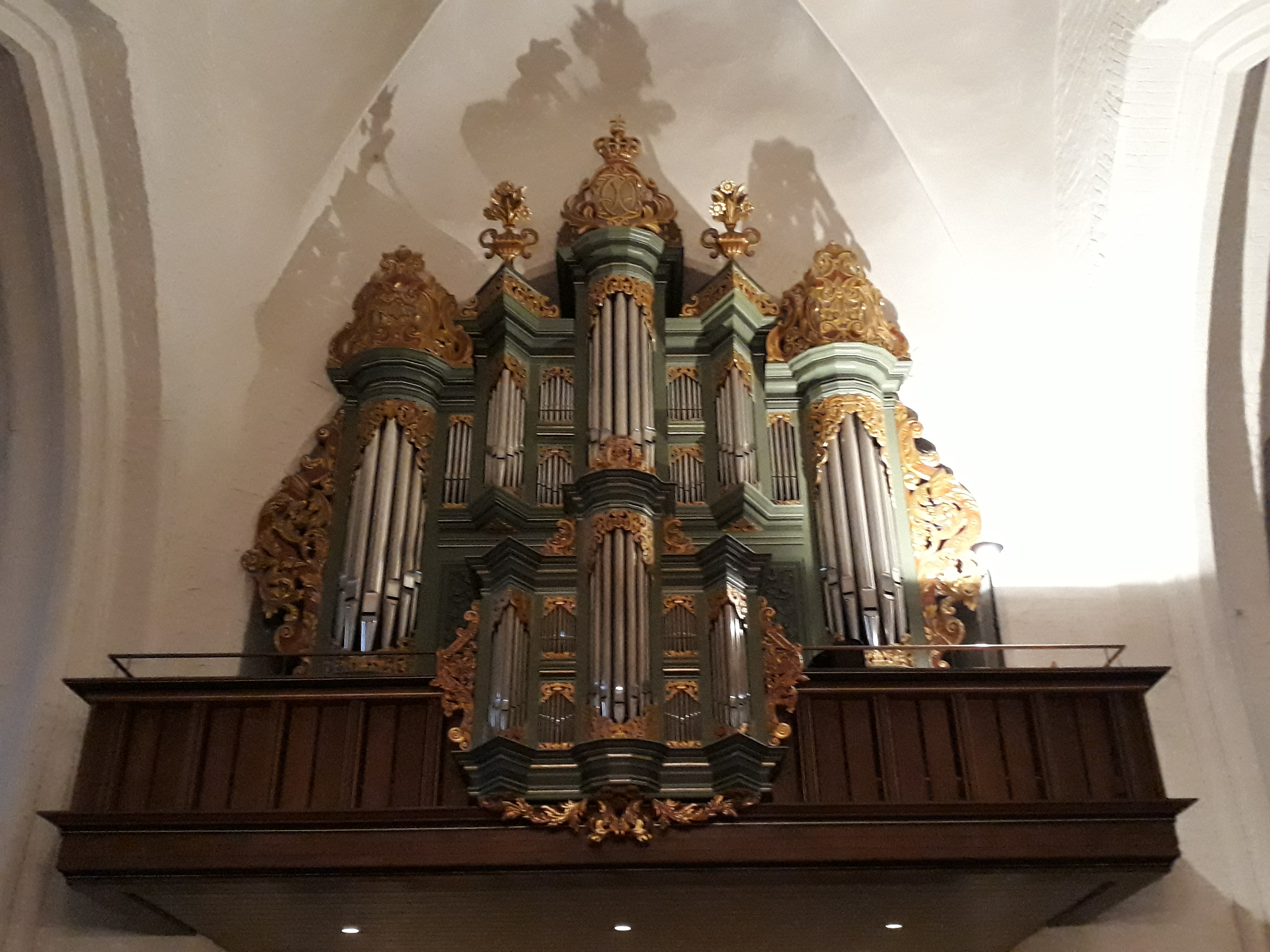
Organy